# Apteronotus ellisi
Apteronotus ellisi es una especie de pez de agua dulce del género Apteronotus de la familia Apteronotidae, en el orden de los Gymnotiformes. Es denominada comúnmente morena, cherogá, pez cuchillo, etc. Se distribuye en ambientes acuáticos de Sudamérica cálida.
Los machos pueden llegar alcanzar los 32,8 cm de longitud total.

## Taxonomía
Esta especie fue descrita originalmente en el año 1957 por la ictióloga argentina
Armonía Socorro Alonso de Arámburu, bajo el término científico de Porotergus ellisi.
Etimología
Etimológicamente el nombre genérico Apteronotus se construye con palabras del idioma griego, en donde: aptero significa 'sin aletas' y noton es 'espalda', haciendo así referencia a la ausencia de su aleta dorsal.

## Morfología
Posee su cuerpo la forma de un cuchillo comprimido; no presenta ni aletas pélvicas ni dorsal, siendo la aleta anal extremadamente larga y ondulante para permitirle moverse tanto hacia delante como hacia atrás. Sí cuenta con aleta caudal y un órgano filiforme que nece en el dorso. Sus ojos son muy pequeños, delante de los mismos se conectan las líneas laterales sensoriales; los huesos infraorbitales están osificados formando un tubo delgado. También poseen un órgano que genera descargas eléctricas de alta frecuencia.

## Distribución y hábitat
Esta especie se distribuye en la cuenca del Plata, en los ríos Paraguay y Paraná medio del nordeste de la Argentina, estando seguramente también en el Paraguay. Hay un registro cuestionable sobre el río Uruguay en el tramo del Brasil, por lo que de confirmarse también podría llegar a encontrarse en el oeste del Uruguay.